# Entoloma subg. Paraleptonia
Entoloma subg. Paraleptonia ist eine Untergattung aus der Gattung der Rötlinge, die in die beiden Sektionen Paraleptonia und Sarcita gegliedert ist. Aufgrund der zentral vertieften Hüte werden die Vertreter der Gruppe auch als Nabel-Rötlinge bezeichnet.
Die Typusart ist der Isabellfarbene Nabel-Rötling (Entoloma neglectum).

## Merkmale
Die Fruchtkörper haben eine rüblings-, nabelings- oder seitlingsartige Gestalt. Die Hutdeckschicht (Pileipellis) ist eine Cutis aus liegenden Hyphen mit Übergängen zu einem Trichoderm. Die bis zu 30 µm breiten Pilzfäden (Hyphen) haben ein intrazelluläres Pigment. An den Querwänden (Septen) der Hyphen befinden sich meist Schnallen.

## Systematik

### SektionParaleptonia
Die Fruchtkörper aus der gleichnamigen Sektion haben eine weiße, hellgraue oder gelbliche Farbe. Die Hutfarbe bleibt beim Abtrocknen unverändert (nicht hygrophan).
- Isabellfarbener Nabel-Rötling – Entoloma neglectum (Lasch 1828) M.M. Moser 1980
- Fahler Nabel-Rötling – Entoloma pallens (Maire 1937) Arnolds 1983

### SektionSarcita
Die Exemplare aus der Sektion Sarcita sind braun oder braungrau gefärbt, der Hut ist manchmal hygrophan.
- Fettigglänzender Nabel-Rötling – Entoloma sarcitum (Fries 1838) Noordeloos 1981